# Hip-hop albanais
Le hip-hop albanais désigne le mouvement hip-hop en Albanie, au Kosovo, en Macédoine du Nord et au Monténégro, l'albanais étant parlé en Albanie et au Kosovo et dans certaines parties de la Macédoine du Nord, de la Grèce et du Monténégro,. Le hip-hop albanais désigne également les groupes et rappeur habitant les États-Unis, la Suisse, l'Allemagne et le Royaume-Uni.

## Histoire
Le hip-hop atteint l'albanie au début des années 2000, où des rappeurs tels Noizy , Getoar Selimi, Unikkatil, Presioni, Ritmi Rruges, Duda, Etno Engjujt, et WNC, atteignent la popularité. Les rappeurs de l'Albanie se popularisent significativement dans les territoires albanais . Un album, intitulé E-Gjeli, et publié en 2003 par un groupe appelé NR devient l'album qui a révolutionné le monde du hip-hop albanais.